# Никола Жеков
Никола Тодоров Жеков (болг. Никола Тодоров Жеков; 6 січня 1865, Сливен, Османська імперія — 1 листопада 1949, Фюссен, Німеччина) — болгарський військовик (генерал піхоти), командир болгарської армії під час Першої світової війни, письменник і націоналіст.

## Життєпис
Закінчив військове училище у Софії (1887). Він брав участь як юнкер-доброволець у резервному полку під час Сербсько-болгарської війни у 1885 році. У 1886 році брав участь у військовому перевороті, який привів до влади у Болгарії Олександра Баттенберга. У 1887 році був підвищений у званні лейтенанта. Служив у 2-му артилерійському полку у місті Шумен, а потім у Враці. У 1890 році став поручиком, а у 1894 році — капітаном. У 1898 році закінчив Військову академію у Турині, Італія. Жеков служив у Генеральному штабі болгарської армії. У 1901 році отримав чин майора. У 1903–1910 роках був командиром школи офіцерів запасу, з 1909 року — полковник. Потім прийняв командування 1-им піхотним полком у Софії. У 1912 році став командувачем військового училища.
Після початку Балканської війни, у жовтні 1912 року, був начальником штабу 2-ї армії. Рік потому, він брав участь у Другій балканської війни, коли Болгарія напала на коаліцію сусідніх країн. Він був начальником штабу військ, які захопили Західну Фракію. У 1913—1914 роках брав участь у переговорах з османською владою у Стамбулі. У 1914 році був заступником командира болгарської армії, а у 1915 році — командиром 8-ї піхотної дивізії. 2 серпня того ж року він був підвищений до чину генерал-майора. З 19 серпня по 4 жовтня обіймав посаду військового міністра, після чого був призначений царем Фердинандом I, командувачем болгарської армії. 6 жовтня 1916 року став генерал-лейтенантом. Восени 1918 року, серйозно хворий, вирушив до Відня для лікування. 4 жовтня того ж року він був переведений до резерву. До 1921 року жив у Австрії та Німеччині. 21 жовтня того ж року повернувся до Болгарії, де був заарештований (засуджений до 10 років позбавлення волі за поразку у війні та втрату територіальних придбань). У 1924 році, однак, вийшов на волю. Протягом цього періоду, зосередився на написанні книг і спогадів про військові дії. З 1931 року викладав у військовій академії.
У 1930-ті роки  став прихильником крайніх правих політичних поглядів, але не вступав до будь-яких партій. 6 травня 1936 року отримав звання генерала піхоти. Під час Другої світової війни підтримував пронімецьку позицію, зустрічався з Адольфом Гітлером. Стояв на чолі націоналістичного Союзу болгарських національних легіонів, підтримував діяльність національного уряду Болгарії Александра Цанкова у Відні. 1 лютого 1945 року Болгарською комуністичною владою був заочно засуджений до страти. Після війни оселився у Західній Німеччині.
7 листопада 1992 року його останки були перепоховані на військовому кладовищі у Софії.

## Нагороди

### Болгарія
- Орден «За хоробрість» 2-го і 3-го (2-й клас) ступеня
- Орден «Святий Олександр», великий хрест з мечами
- Орден «За військові заслуги» (Болгарія) 4-го і 5-го ступеня

### Німецька імперія
- Залізний хрест 2-го і 1-го класу
- Pour le Mérite (18 січня 1916) — вручений особисто імператором Вільгельмом.
- Орден Червоного орла 2-го класу і великий хрест
- Орден дому Саксен-Ернестіне
- Орден Вюртемберзької корони

### Австро-Угорщина
- Орден Залізної Корони 2-го класу
- Орден Леопольда (Австрія), великий хрест
- Хрест «За військові заслуги» (Австро-Угорщина) 1-го класу з військовою відзнакою

### Османська імперія
- Орден «Османіє» 1-го класу
- Галліполійська зірка
- Срібна і золота медаль «Імтияз»